# Astragalus angustistipulatus
Astragalus angustistipulatus är en ärtväxtart som beskrevs av Dieter Podlech. Astragalus angustistipulatus ingår i släktet vedlar, och familjen ärtväxter. Inga underarter finns listade i Catalogue of Life.